# Kamiennomostskij
Kamiennomostskij – osiedle typu miejskiego w Rosji, w Adygei. W 2010 roku liczyło 7213 mieszkańców.